# Місто федерального значення
Російська Федерація відповідно до її конституції складається з 89 суб'єктів, 3 з яких відповідно до російського законодавства є містами федерального значення: Москва, Санкт-Петербург і Севастополь. Севастополь було оголошено містом федерального значення після початку тимчасової анексії Криму Росією.
Окрім того, на період оренди Росією в Казахстані комплексу космодрому Байконур місто Байконир наділене статусом міста федерального значення. Проте, Байконур не має статусу суб'єкта РФ, органи його виконавчої та законодавчої влади не представлені у Раді федерації РФ.

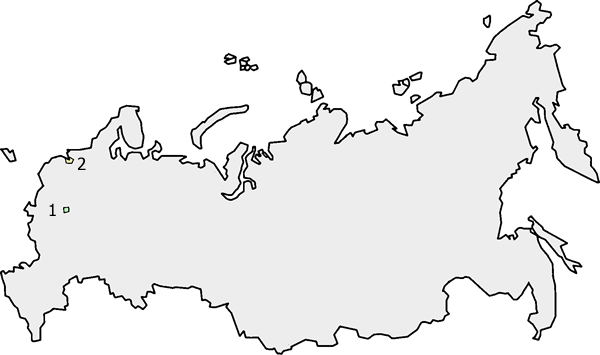
Москва (1) та Санкт-Петербург (2) на мапі Росії

## Особливості організації місцевого самоврядування
Всередині міст федерального значення утворені внутрішньоміські муніципальні утворення (у Москві таких муніципальних утворень 125, в Санкт-Петербурзі 111). Самі міста муніципальними утвореннями не є. В цілях збереження єдності міського господарства частина повноважень, закріплених законом за органами місцевого самоврядування, зберігається за органами державної влади суб'єкта федерації.
| №п/п  | Регіон суб'єкт федерації | Площа (км²) | Населення 2019 | Центр           | Склад              | Докладніше |
| 1     | Москва                   | 2561,5      | 12 615 279     | Москва          | 12 округів         | докладніше |
| 2     | Санкт-Петербург          | 1439,0      | 5 383 890      | Санкт-Петербург | 20 районів         | докладніше |
| Разом | Разом                    | 4000,5      | 17 999 169     | Москва          | 34 міських округів |            |